# Claus Peymann
Claus Peymann (Bremen, 7 de junio de 1937-Köpenick, 16 de julio de 2025) fue un director de teatro alemán, uno de los protagonistas de la renovación teatral que tuvo lugar en la República Federal de Alemania en los años 60-70, inspirada en las ideas de la protesta estudiantil y del Mayo del 68. Desde sus comienzos apostó consecuentemente por los autores nuevos, entre ellos Peter Handke, Thomas Bernhard, Botho Strauss, Gerlind Reinshagen o Harald Müller, pero también intentó dar nueva vida a los clásicos interpretándolos desde la actualidad y la realidad circundante. Dirigió el Berliner Ensemble de Berlín (hasta 2017).

## Trayectoria

### Estudios y comienzos
Claus Peymann terminó su bachillerato en Hamburgo (en 1956) y estudió allí, en la universidad, Germanística y Ciencias del teatro. Tras primeros pasos en el teatro universitario a finales de los años 50 con montajes sobre textos de Brecht --Antigone, Der Tag des grossen Gelehrten Wu--, que se presentaron en el Festival de Teatro estudiantil de Erlangen (Erlanger Studententheater-Festival) asumió la dirección del Theater am Turm (TAT) en Frankfurt. En su época de director del TAT de 1965 a 1969 Peymann estrenó entre otras las primeras obras del entonces desconocido Handke: las ya legendarias Publikumsbeschimpfung (Insultos al público) (1966), Kaspar (1968) y Das Mündel will Vormund sein (El pupilo quiere ser tutor) (1969). En 1970 montó en el espacio experimental del Kammerspiele de Múnich Grosser Wolf (Gran lobo) del novel Harald Müller y en el Deutsches Schauspielhaus de Hamburgo Ein Fest für Boris (Una fiesta para Boris), el debut escénico de Bernhard. En ese año se unió al proyecto de Peter Stein en el Schaubühne am Halleschen Ufer de Berlín y estrenó allí Ritt über dem Bodensee (A caballo sobre el lago de Constanza). Sin embargo las ideas de gestión colectiva que regían en el Schaubühne no encajaban con el concepto de un equipo de directores y dramaturgos defendido por Peymann y los suyos y la colaboración se rompió. Siguieron unos años por libre con montrajes innovadores de autores nuevos: Hölderlin (Peter Weiss) (1971) en el Staatstheater de Stuttgart, Der Ignorant und der Wahnsinnige (El ignorante y el demente)(Bernhard) (1972) en el Festival de Salzburgo, Die Hypochonder (Los hipocondriacos) (Botho Strauss) (1973) en el Deutsches Schauspielhaus de Hamburgo, Die Jagdgesellschaft (La partida de caza) (Bernhard) (1974) en el Burgtheater de Viena.

### Stuttgart y Bochum
En 1974 Peymann se hizo cargo de la dirección del Staatstheater de Stuttgart, el teatro subvencionado más importante de la capital de Württemberg-Baden. Tuvo el acierto de fundir el equipo ya establecido en el teatro con su propio grupo de colaboradores, creando así una de las mejores compañías de teatro alemanas de la década de los setenta con los actores Edith Heerdegen, Kirsten Dene, Therese Affolter, Gert Voss, Traugott Buhre, Sepp Bierbichler, Manfred Zapatka, los escenógrafos Axel Manthey, Ilona Freyer, Karl-Ernst Hermann, los dramaturgos Uwe Jens Jensen, Herrmann Beil y Vera Sturm. Durante los cinco años de actividad en Stuttgart Peymann puso en escena entre otras obras: Los bandidos (Schiller) (1975), Los justos (Camus) (1976), Fausto, I y II e Ifigenia en Táuride (ambas Goethe) (1977), Immanuel Kant (Bernhard) (1978), Tres hermanas (Chejov) (1979), Vor dem Ruhestand (Ante la jubilación) (Bernhard) (1979). Una colecta organizada por la compañía en 1977 para financiar el tratamiento odontológico a los miembros de la banda Baader-Meinhof, presos en la cercana cárcel de Stammheim, provocó un gran escándalo y, a pesar de los éxitos de público y crítica, el contrato de Peymann no fue renovado al expirar en 1979. La casi totalidad de la compañía siguió al director a su nuevo destino en Bochum.
Entre 1979 y 1986 Peymann formó con Hermann Beil, Alfred Kirchner y Uwe Jens Jensen el equipo directivo del Schauspielhaus de Bochum y logró establecer una relación estrecha y entusiasta entre el teatro y el público de esa zona industrial del Ruhr, generalmente obrero y joven. Entre sus espectáculos de esos años destacan los montajes desmitificadores de clásicos como Torquato Tasso (Goethe) (1980), Nathan, el sabio (Lessing) (1981) o el drama antinapoleónico La batalla de Arminio (Kleist) (1982),que fue uno de los puntos culminantes de la etapa de Bochum, con Kirsten Dene y Gert Voss en los papeles de Thusnelda y Arminio. Peymann abrió su teatro a los autores contemporáneos, no sólo alemanes, y él mismo dirigió numerosas piezas de Bernhard: Der Weltverbesserer (El reformador del mundo) (1980), Am Ziel (En la meta)(1981), Der Schein trügt (Las apariencias engañan) (1984), con Traugott Buhre y Bernhard Minetti en los personajes centrales de dos actores venidos a menos, Der Theatermacher (El teatrero) (1985). A pesar de los éxitos constantes de público y crítica Peymann no pudo conseguir de las autoridades competentes ciertas mejoras justificadas para su teatro, y en 1986 aceptó la invitación para hacerse cargo de la dirección del Burgtheater de Viena, uno de los teatros más importantes de habla alemana. Como ya ocurrió en Stuttgart los colaboradores y actores de Bochum le siguieron al completo a Viena.

### Viena y Berlín
La llegada de Peymann al Burgtheater fue recibida con reticencia en Viena. Mientras en círculos conservadores se veía casi como un sacrilegio que el director de Bochum se hiciera cargo de la venerable institución, una parte del público, de la crítica y de las mismas gentes del teatro esperaban de Peymann una revitalización del emblemático Burg. Peymann fue venciendo resistencias con magníficos espectáculos a partir de los inaugurales Ritter, Dene, Voss (Bernhard) (1986), previamente estrenado en el Festival de Salzburgo, Ricardo III (Shakespeare) (1987) con Gert Voss de protagonista, y el muy polémico Heldenplatz (1988), en cuyo estreno tuvieron que salir los antidisturbios para calmar a los que protestaban ante el teatro contra Thomas Bernhard y su visión pesimista del reciente pasado histórico austriaco. En la década de los noventa Peymann convirtió el Burgtheater en un "lugar de peregrinación" para el aficionado al teatro con sus montajes de Clavigo (Goethe) (1990) con Ulrich Mühe, Die Stunde da wir nichts voneinander wussten (Handke) (1992), un drama sin palabras, Macbeth (Shakespeare) (1992) con Gert Voss, El empresario de Esmirna (Goldoni) (1993), Alpenglühen (Rosicler de los Alpes) (Peter Turrini) (1993) con Kirsten Dene y Traugott Buhre, Per Gynt (Ibsen) (1994), reposición de Ritter, Dene, Voss (1996).
Al cabo de 13 años de actividad trepidante y polémicas en el Burgtheater vienés Peymann se trasladó en 1999 con su equipo a Berlín, para dirigir el legendario Berliner Ensemble creado en 1948 por Bertolt Brecht en el Theater am Schiffbauerdamm. En la capital alemana con una serie de teatros fuertemente subvencionados --como el Deutsches Theater, la Volksbühne o el Schaubühne am Lehniner Platz--la competencia es dura y en el nuevo milenio el panorama teatral cambia vertiginosamente. Sin embargo Peymann al que algunos acusan de hacer un teatro "museal" sigue apostando por un teatro basado principalmente en el texto, en obras clásicas y actuales, en un equipo estable de actores y colaboradores. Aunque se pregunta:"¿Ha perdido acaso el teatro su contundencia como arma?¿Tendremos quizá que buscar otros caminos para él?" Con el Berliner Ensemble ha montado Ricardo II (Shakespeare) (2000), Santa Juana de los mataderos (Brecht) (2003), Untertagblues (Handke) (2004), Madre Coraje y La madre(ambas de Brecht) (2005), Ricardo III (Shakespeare) (2008) con Ernst Stötzner, Despertar de primavera (Wedekind) (2009), La muerte de Danton (Büchner) (2011), Intriga y amor (Schiller) (2013).
"Mi teatro, aunque parezca una idea anticuada, siempre ha estado al servicio del texto, del mensaje. Eso no es un punto de vista conservador, sino precisamente el que tiene futuro", afirmó Peymann cuyo contrato con el Berliner Ensemble finaliza en 2017. Le sucederá Oliver Reese, director actualmente del teatro de Frankfurt.

## Premios
- Theaterpreis Berlin 1995
- Nestroy Theaterpreis 2002, por la labor de toda una vida.
- Nombrado miembro honorario del Burgtheater de Viena en su 75 cumpleaños 2012